# Diplasiaster productus
Diplasiaster productus är en sjöstjärneart som först beskrevs av A.H.Clark 1917.  Diplasiaster productus ingår i släktet Diplasiaster och familjen ledsjöstjärnor. Inga underarter finns listade i Catalogue of Life.